# Star-Crossed
Star-Crossed (englisch für „unter einem schlechten Stern stehend“) ist eine US-amerikanische Science-Fiction-Fernsehserie mit Aimee Teegarden und Matt Lanter in den Hauptrollen. Die Serie handelt von einer romantischen Beziehung zwischen einem menschlichen Mädchen und einem Alien-Jungen, der mit sechs anderen seiner Art in eine Highschool integriert werden soll. Dabei setzt sich Star-Crossed auch mit dem Thema Rassismus auseinander. Die kurzlebige Serie mit 13 Folgen wurde vom 17. Februar bis 12. Mai 2014 auf dem Sender The CW ausgestrahlt. Die Ausstrahlung in Deutschland folgte vom 1. Juni bis 5. Juli 2015 auf dem Disney Channel.

## Handlung
Am 17. September 2014 stürzte ein Raumschiff mit Bewohnern des Planeten Atria auf die Erde. Die Menschen hielten dies für eine Invasion, trieben die Überlebenden zusammen und isolierten sie in einem militarisierten Sektor. Zehn Jahre später soll durch die Integration von sieben Atrianern, den sogenannten Atrian 7, in eine Highschool die Beziehung zwischen Menschen und Außerirdischen verbessert werden. Doch Menschen und Atrianer misstrauen sich weiterhin gegenseitig. Unter den Menschen haben sich sogenannte Red Hawks organisiert, die gegen die Integration der Aliens kämpfen, während auf der Seite der Atrianer ein Stamm, die Trags, im Geheimen plant, die Menschheit auszulöschen.
In der Schule trifft der Atrianer Roman auf das Menschen-Mädchen Emery, das ihm bei seiner Ankunft vor zehn Jahren sein Leben rettete. Zwischen den beiden entwickeln sich romantische Gefühle. Während der Großteil der Schule die Atrianer ablehnt, setzt sich Emery offen für die Integration ein. Als Emerys Vater, ein Wächter im Militärsektor, den Vater von Roman unbeabsichtigt erschießt, kommt es zu Spannungen. Da Roman Emery beschützen will, hält er sich von ihr fern. Emery beginnt daraufhin eine Beziehung mit Grayson, dessen Eltern die geheimen Führer der Red Hawks sind. Als dies an die Öffentlichkeit gelangt, wird die Mutter von Grayson verhaftet und die Red Hawks zerschlagen. Kurz darauf trennt sich Emery von ihm, um mit Roman zusammen zu sein. Grayson gründet daraufhin die neuen Red Hawks, die gezielt gegen die Trags, nicht jedoch gegen friedliche Atrianer vorgehen wollen.
Der Vater von Roman, Nox, der sich friedlich für die Integration der Atrianer einsetzte, hatte mit der Integrationsbeauftragten Gloria Garcia ein geheimes Kind, halb Atrianer, halb Mensch. Einige Trags leben außerhalb des Militärsektors und haben sich ihre Tätowierungen, die die Atrianer von den Menschen unterscheiden, entfernen lassen. Die Atrianer leben in Symbiose mit einer Pflanze namens Cyper. Die Pflanze wächst aus verstorbenen Atrianern und wirkt in Verbindung mit Atrianer-Blut heilend. Damit die Atrianer nicht als Laborratten enden, versuchen sie dies geheim zu halten. Doch da Roman die sterbenskranke Freundin von Emery, Julia, mit Cyper geheilt hat, ist dieses Geheimnis in Gefahr. Die Trags versuchen unterdessen Black Cyper anzubauen, eine Art des Cyper, die für den Menschen tödliche Sporen besitzt, um damit die Menschheit zu vernichten.
Auch unter den Atrian 7 befinden sich zeitweise Trags. Anfangs ist Drake Mitglied der Trags, er trennt sich jedoch von ihnen, beginnt eine geheime Beziehung zu dem Menschen-Mädchen Taylor, das von ihm schwanger wird. Die Trags bauen ein Suvek, ein Gerät, das zur Vernichtung der Menschheit führen soll. Roman, Drake, Grayson und Emery versuchen vergeblich das Suvek zu stoppen. Schließlich sendet das Suvek einen Impuls aus, der die Menschen wie leblos zusammenbrechen lässt. Das Suvek ist jedoch keine Bombe, sondern sendet einen blauen Strahl in den Himmel, der von Kriegsschiffen der Atrianer entdeckt wird, die nun Richtung Erde steuern.

## Produktion
Der Sender The CW gab am 24. Januar 2013 den Serienpiloten Oxygen in Auftrag. Drehbuchautorin und Fernsehproduzentin Meredith Averill entwickelte die Serie und schrieb die Pilotfolge der Serie. Gemeinsam mit Adele Lim war sie Showrunner der Serie. Die Serie basiert auf Oxígeno, einem Konzept der spanischen Produktionsfirma Isla Producciones, das von 360 Powwow für den amerikanischen Markt angepasst wurde und gemeinsam mit Ole Productions produziert wurde.
Am 9. Februar 2013 wurde die Besetzung Aimee Teegardens in der Hauptrolle als Emery bekannt gegeben. Malese Jow und Titus Makin Jr. wurden einige Wochen später verpflichtet. Anfang März 2013 wurde die Rolle des Alien-Jungen an Matt Lanter vergeben. Am selben Tag erhielt auch Grey Damon seine Rolle in dem Format.
Am 9. Mai 2013 gab der Sender die Produktion einer ersten Staffel unter dem Namen Star-Crossed bekannt. Der Titel der Serie ist angelehnt an „star-cross'd lovers“, eine Wendung Shakespeares aus dem Prolog von Romeo und Julia. Die einzelnen Episoden der Serie tragen ebenfalls Titel, die aus Romeo und Julia entnommen sind.
Die Serie wurde vom 14. August bis zum 12. Dezember 2013 in New Orleans gedreht.
Im Mai 2014 stellte The CW die Serie nach einer Staffel ein. Nach der Absetzung gab Showrunnerin Meredith Averill in einem Interview bekannt, wie die weitere Handlung der Serie ausgesehen hätte.

## Besetzung und Synchronisation

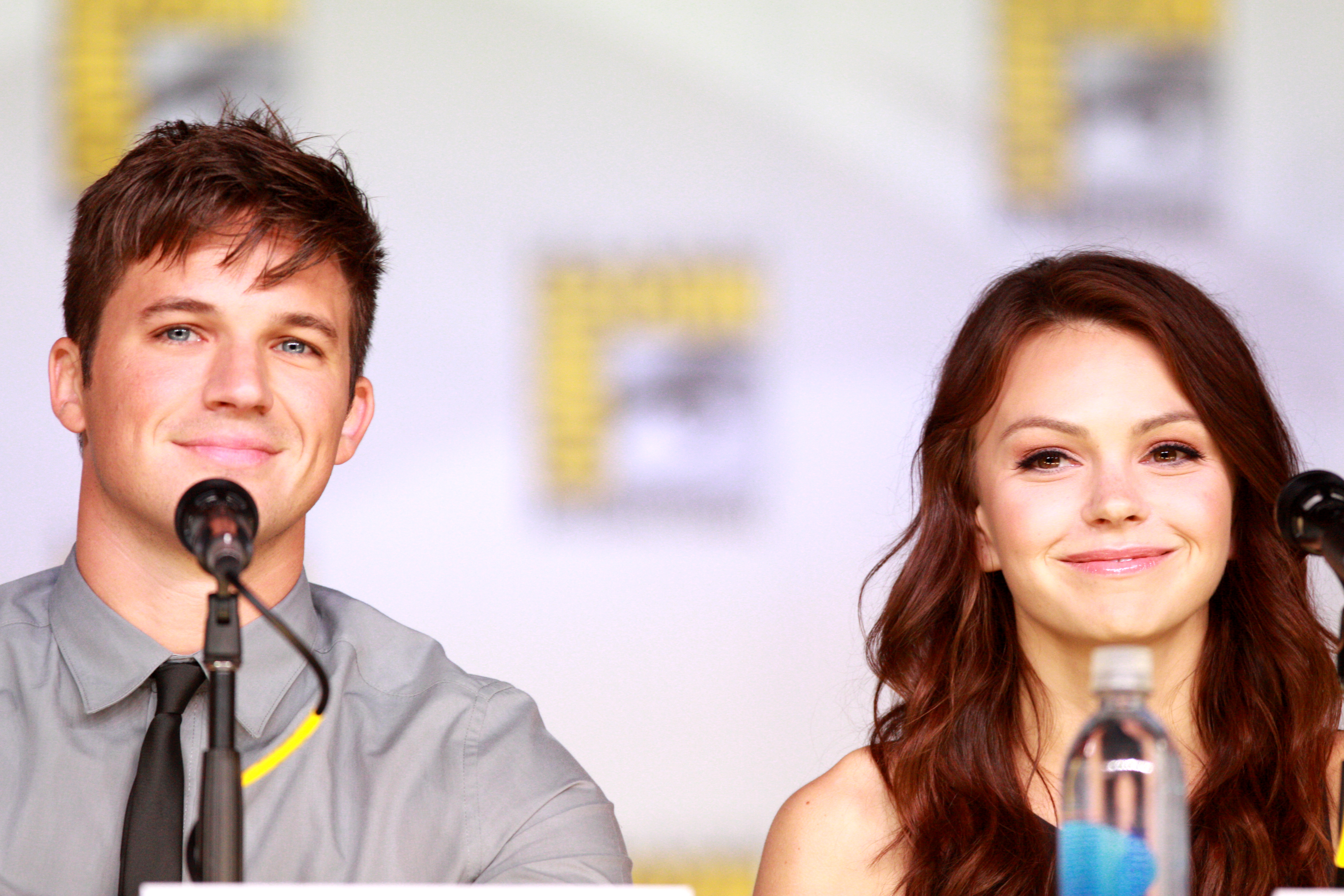
Matt Lanter und Aimee Teegarden, die Darsteller der Hauptrollen

Die Synchronisation entstand unter der Dialogregie von Solveig Duda durch die Synchronfirma Scalamedia in München.

### Hauptbesetzung
| Rollenname       | Schauspieler/in  | Hauptrolle | Synchronsprecher       |
| ---------------- | ---------------- | ---------- | ---------------------- |
| Emery Whitehill  | Aimee Teegarden  | 13 Folgen  | Shandra Schadt         |
| Roman            | Matt Lanter      | 13 Folgen  | Tim Schwarzmaier       |
| Grayson Montrose | Grey Damon       | 13 Folgen  | Johannes Raspe         |
| Drake            | Greg Finley      | 13 Folgen  | Dirk Meyer             |
| Teri             | Chelsea Gilligan | 12 Folgen  | Katharina Schwarzmaier |
| Taylor           | Natalie Hall     | 11 Folgen  | Annina Braunmiller     |
| Lukas            | Titus Makin Jr.  | 11 Folgen  | Maximilian Belle       |
| Julia Yeung      | Malese Jow       | 10 Folgen  | Gabrielle Pietermann   |

### Nebenbesetzung
| Rollenname        | Schauspieler/in    | Nebenrolle | Synchronsprecher   |
| ----------------- | ------------------ | ---------- | ------------------ |
| Sophia            | Brina Palencia     | 12 Folgen  | Farina Brock       |
| Gloria Garcia     | Victoria Platt     | 9 Folgen   | Susanne von Medvey |
| Eric              | Jesse Luken        | 9 Folgen   | Dominik Auer       |
| Castor            | Johnathon Schaech  | 8 Folgen   | Stefan Günther     |
| Vega              | Merle Dandridge    | 7 Folgen   | Claudia Lössl      |
| Zoe               | Dora Madison Burge | 7 Folgen   | Constanze Fennel   |
| Eva Benton        | Stephanie Jacobsen | 5 Folgen   | Caroline Combrinck |
| Maia              | Susan Walters      | 5 Folgen   | Solveig Duda       |
| Soroya            | Louise Lombard     | 4 Folgen   | Elisabeth Günther  |
| Ray Whitehill     | Jay Huguley        | 4 Folgen   | Martin Halm        |
| Margaret Montrose | Deena Dill         | 4 Folgen   | Uta Zaradic        |

## Ausstrahlung
Die Serie startete am 17. Februar 2014 auf The CW zunächst als Lead-in von Beauty and the Beast, ab dem 24. März wurde die Serie im Vorfeld von The Tomorrow People gezeigt. Die letzte Folge der Serie wurde am 12. Mai 2014 ausgestrahlt. Die Serie hatte im Durchschnitt unter eine Million Zuschauer mit einem Rating von 0,3 % in der Hauptzielgruppe und damit unter den neuen Fernsehserien des Networks The CW die schwächsten Einschaltquoten.
In Deutschland strahlte der Disney Channel die Serie vom 1. Juni bis 5. Juli 2015 wöchentlich in Doppelfolgen aus.

### Episodenliste
| Nr. | Deutscher Titel              | Originaltitel                             | Erstausstrahlung USA | Deutschsprachige Erstausstrahlung (D) | Regie            | Drehbuch                                  | Zuschauer (USA) |
| --- | ---------------------------- | ----------------------------------------- | -------------------- | ------------------------------------- | ---------------- | ----------------------------------------- | --------------- |
| 1   | Zwei Welten                  | Pilot                                     | 17. Feb. 2014        | 1. Juni 2015                          | Gary Fleder      | Meredith Averill                          | 1,284 Mio.      |
| 2   | Unter Menschen               | These Violent Delights Have Violent Ends  | 24. Feb. 2014        | 1. Juni 2015                          | Gary Fleder      | Meredith Averill                          | 1,138 Mio.      |
| 3   | Schwarzer Cyper              | Our Toil Shall Strive To Mend             | 3. März 2014         | 8. Juni 2015                          | Deran Sarafian   | Adele Lim                                 | 1,121 Mio.      |
| 4   | Ein gefährliches Geheimnis   | And Left No Friendly Drop                 | 10. März 2014        | 8. Juni 2015                          | Harry Sinclair   | Robert Hewitt Wolfe                       | 0,992 Mio.      |
| 5   | Eljida                       | Dreamers Often Lie                        | 17. März 2014        | 15. Juni 2015                         | Michael Pressman | Marc Halsey                               | 1,001 Mio.      |
| 6   | Familienbande                | Stabbed with a White Wench's Black        | 24. März 2014        | 15. Juni 2015                         | Oz Scott         | Yolanda E. Lawrence                       | 0,879 Mio.      |
| 7   | Die Wurzel des Übels         | To Seek a Foe                             | 31. März 2014        | 22. Juni 2015                         | Ed Ornelas       | Jay Faerber                               | 1,043 Mio.      |
| 8   | Dinaskyu                     | An Old Accustom'd Feast                   | 7. Apr. 2014         | 22. Juni 2015                         | Michael Zinberg  | Brian Studler                             | 0,952 Mio.      |
| 9   | Die Nacht der Sternschnuppen | Some Consequence Yet Hanging in the Stars | 14. Apr. 2014        | 29. Juni 2015                         | Zetna Fuentes    | Samantha Stratton                         | 0,758 Mio.      |
| 10  | Entfesselte Gewalt           | What Storm is This That Blows So          | 21. Apr. 2014        | 29. Juni 2015                         | Norman Buckley   | Robert Hewitt Wolfe & Yolanda E. Lawrence | 0,814 Mio.      |
| 11  | In der Schusslinie           | Give Me a Torch                           | 28. Apr. 2014        | 6. Juli 2015                          | Michael Katleman | Marc Halsey & Jay Faerber                 | 0,830 Mio.      |
| 12  | Der Schlüssel des Iksen      | This Trick May Chance to Scathe You       | 5. Mai 2014          | 6. Juli 2015                          | Elizabeth Allen  | Brian Studler & Samantha Stratton         | 0,871 Mio.      |
| 13  | Der letzte Angriff           | Passion Lends Them Power                  | 12. Mai 2014         | 6. Juli 2015                          | Ed Omelas        | Meredith Averill & Adele Lim              | 0,826 Mio.      |